# Ceatoleí
Un ceatoleí es un grito coreado que se utiliza generalmente en eventos deportivos para animar al Club Deportivo Universidad Católica de Chile. Este grito nace del deletreo de las primeras letras y sílabas de la palabra «Católica» durante el grito (ce, a, to, le e i), el cual se dio originalmente a dos voces que luego se unen para el remate del grito, de la siguiente forma:
Voz 1: Ceatoleí...
Voz 2: ¡li!
Voz 1: ce a...
Voz 2: ¡Ca!
Ambos: ¡Católica, Universidad Católica!
El grito se ha convertido en un elemento de identificación del Club Deportivo Universidad Católica y ha sido utilizado en diversas oportunidades por su barra, en eventos, celebraciones y manifestaciones, normalmente en un contexto deportivo.

## Historia
El grito habría sido escuchado por primera vez por algunos alumnos de derecho de la Universidad Católica de Chile, durante una gira realizada a Lima, Perú, a principios de 1939, al ser invitados estos últimos, por sus pares de la Universidad Católica del Perú.
| «En ese lugar, ocupando gran parte del muelle, estaba una delegación de alumnos de la Universidad limeña que, al ver desembocar al grupo chileno, irrumpió en un grito de saludo y bienvenida: "Ceatoleí" ¡li! "ca" ¡Ca! ¡Católica, Universidad Católica! Nuestros representantes agradecieron con expresivos gestos el saludo» —Germán Becker en su libro «Alameda entre Lira y Portugal: Historias y recuerdos de la UC», Páginas 62 a 64. |

La proclama se escucharía por lo menos tres veces durante la gira: La primera, al desembarcar la delegación chilena en el muelle donde los estaban esperando los estudiantes peruanos; la segunda, al entrar al salón de honor de la Universidad Católica de Lima; y la tercera, durante el almuerzo realizado en el claustro universitario. De acuerdo a Germán Becker, «[...] en esa ocasión conocimos el "Ceatoleí", con el cual nos encariñamos, lo importamos y ya lleva más de 60 años enronqueciendo nuestras gargantas, pero aclarándonos el corazón»
Germán Becker, cinco años antes de publicar el libro indicado precedentemente, en 2005 manifiesta que consideraba que: «el grito tampoco se realiza como corresponde. Me parece vergonzoso y siento una obligación moral de decir esto y que las tradiciones sean respetadas».
Posteriormente a la gira de 1939, el grito fue adoptado y modificado por la barra de Universidad Católica, la que lo habría utilizado por primera vez el 12 de octubre de 1939,[cita requerida] en el primer Clásico Universitario llevado a cabo en la primera división del futbol chileno.
Hoy en día el grito se sigue realizando a dos voces que luego se unen para el remate del grito, a modo de variante:
Voz 1: Ceatoleí...
Voz 2: ¡li!
Voz 2: ¡Ca!
Ambos: ¡Católica, Universidad Católica!

### Revista Ceatoleí
En el año 1944, se funda la revista «Ceatoleí», la cual buscaba difundir las actividades internas del Club Deportivo Universidad Católica y cuyo nombre hace referencia directa al grito del Club Deportivo Universidad Católica.